# トゥトゥク・ブルク・ユズゲンチ
トゥトゥク・ブルク・ユズゲンチ（Tutku Burcu Yüzgenç、1999年1月15日 - ）は、トルコの女子バレーボール選手。ポジションはオポジット。トルコ代表。

## 来歴

### クラブチーム
アンカラ出身。2015年、HalkBank Ankaraに入団し4年間プレーした。2019/20シーズンから2年間はKarayolları Spor Kulübüでプレーした。2021年5月にフェネルバフチェへ移籍し、2021/22シーズンの欧州チャンピオンズリーグで3位、トルコリーグで準優勝した。2022年8月、シュヴェリーンSCへの移籍が発表され、レギュラーとして活躍し2022/23シーズンはドイツブンデスリーガで3位、ドイツカップで優勝した。2023/24シーズンはドイツブンデスリーガとドイツカップでともに準優勝した。2024年5月、韓国の興国生命ピンクスパイダーズと契約したことが発表された。

### 代表チーム
アンダーカテゴリーの代表として2015年、U-18欧州選手権に出場し、ベストアウトサイドヒッター賞を受賞した。同年のU-19世界選手権に出場し4位となった。2016年のU-19欧州選手権で銅メダルを獲得した。2017年、U-20世界選手権に出場し4位となった。2022年、シニア代表に初選出され、地中海競技大会に出場し銀メダルを獲得した。

## 受賞歴
- 2015年 U-18欧州選手権　ベストアウトサイドヒッター賞

## 所属クラブ
- Halkbank Ankara（2015-2019年）
- Karayolları Spor Kulübü（2019-2021年）
- フェネルバフチェ（2021-2022年）
- シュヴェリーンSC（2022-2024年）
- 興国生命ピンクスパイダーズ（2024年-）